# Ananda Everingham
Ananda Everingham (Bangkok, 31 maggio 1982) è un attore thailandese.
Nato a Bangkok, in Thailandia, da padre australiano, il giornalista John Everingham, e da madre di etnia lao, Ananda ha frequentato la Bangkok Patana School. Deve la sua fama all'interpretazione di Tun nel film horror thailandese Shutter.

## Biografia
È figlio del giornalista e fotografo australiano John Everingham, che è stato corrispondente dalla Thailandia e di Keo Sirisomphone, laotiana. La storia dei suoi genitori è stata romanzata in un film televisivo della BBC, Love Is Forever, che narra la storia di un giornalista che nel 1977 libera il suo amore dal governo comunista del Laos. I suoi genitori divorziarono nel 1997.

## Carriera artistica
Ha cominciato a lavorare molto giovane, a 14 anni era part-time nel ristorante indiano di famiglia Himali Cha Cha, Qui fu scoperto da Khun Mingkwan della GMM Grammy, la più grande azienda di intrattenimento in Thailandia.

## Filmografia
- Anda kub Fahsai (1998)
- 303 Fear Faith Revenge , regia di Somching Srisupap (1998)
- Kohn sang pea, regia di Tiwa Moeithaisong (2003)
- Shutter, regia di Banjong Pisanthanakun e Parkpoom Wongpoom (2004)
- Digital Sam in Sam Saek 2006: Talk to Her, regia di Eric Khoo, Darezhan Omirbayev e Pen-Ek Ratanaruang (2006)
- Wings of Blue Angels, regia di Tongpong Chantarangkul - cortometraggio (2007)
- Khaw hai rak jong jaroen, regia di Pongpat Wachirabunjong (2007)
- Ploy, regia di Pen-Ek Ratanaruang (2007)
- Kuaile gongchang, regia di Ekachai Uekrongtham (2007)
- Bangkok Time, regia di Santi Taepanich (2007)
- The Leap Years, regia di Jean Yeo (2008)
- Sabaidee Luang Prabang, regia di Sakchai Deenan e Anousone Sirisackda (2008)
- Puen yai jon salad, regia di Nonzee Nimibutr (2008)
- The Coffin, regia di Ekachai Uekrongtham (2008)
- Happy Birthday, regia di Pongpat Wachirabunjong (2008)
- Loop, regia di Vimonmart Mahattanatawee - cortometraggio (2009)
- Chua fah din salai, regia di M.L. Pundhevanop Dhewakul (2010)
- Red Eagle, regia di Wisit Sasanatieng (2010)
- House Full House (Thai Version), regia di สรัสวดี วงศ์สมเพ็ชร (2014)